# Wesllem
António Wesllem Sousa Monteiro, noto semplicemente come Wesllem (Marco de Canaveses, 21 aprile 1985), è un ex calciatore portoghese, di ruolo attaccante.

## Carriera
Ha giocato nella massima serie dei campionati portoghese e cipriota.